# One size fits all
One size fits all è la descrizione di un prodotto che si adatta bene per tutti i casi in cui è applicabile.

## Utilizzo del termine
Il termine, che non indica necessariamente qualcosa di positivo o di negativo, è stato esteso a significare uno stile o una procedura che sarebbe adatta in tutte le applicazioni correlate.
Dal punto di vista del comportamento organizzativo, la one size fits all consiste in un intervento replicato, cioè un singolo intervento applicato su segmenti diversi. In contrapposizione a ciò troviamo l'intervento one to one, consistente in un singolo intervento applicato su un segmento specifico: ad esempio ciò che ritroviamo in realtà come UniCredit e HP, il quale utilizza il coordinamento dei programmi differenziati.

## Senso
- Positivo: ad esempio per un casco da biciclette con sistemi di misura ad anello si consente in un solo oggetto di avere una misura universale.
- Negativo: un'azienda internazionale che propone lo stesso prodotto con lo stesso prezzo su differenti mercati.